# Solenne Billouin
Solenne Billouin, née le 12 mai 1997, est une triathlète et coureuse cycliste française.

## Biographie
Solenne Billouin commence le sport par le cyclisme et en particulier le cyclo-cross. En 2018, elle commence à pratiquer le triathlon, puis se spécialise l'année suivante sur le XTerra. Une discipline où elle devient championne d'Europe chez les amateurs en 2019, avant de basculer chez les élites.
Pensionnaire de l’ASPTT Angers, elle remporte le Xterra France en 2021. À partir de la fin décembre 2021, elle combine les deux disciplines, XTerra et triathlon.
En janvier 2022, Solenne Billouin se classe quatrième du championnat de France de cyclo-cross. En juin, elle termine troisième des championnats du monde de triathlon cross à Târgu Mureș puis remporte les championnats du monde Xterra à Molveno. Elle est la première française à monter sur la plus haute marche du podium de l’histoire de la compétition. Le 1er novembre, elle gagne le cyclo-cross International de Dijon, une épreuve internationale.

## Palmarès en triathlon
Le tableau présente les résultats les plus significatifs (podium) obtenus sur le circuit international de triathlon depuis 2021.
| Année | Compétition                               | Pays     | Position           | Temps           |
| ----- | ----------------------------------------- | -------- | ------------------ | --------------- |
| 2023  | Championnats du monde Xterra              | Italie   | Médaille d'or      | 3 h 6 min 2 s   |
| 2022  | Championnats du monde Xterra              | Italie   | Médaille d'or      | 3 h 11 min 4 s  |
| 2022  | Championnats du monde de triathlon cross  | Espagne  | Médaille de bronze | 2 h 26 min 3 s  |
| 2022  | Championnats de France de triathlon cross | France   | Médaille d'or      | 2 h 6 min 25 s  |
| 2022  | Xterra Portugal                           | Portugal | Médaille d'or      | 3 h 9 min 57 s  |
| 2021  | Xterra France                             | France   | Médaille d'or      | 3 h 52 min 24 s |
| 2021  | Xterra Belgique                           | Belgique | Médaille d'or      | 2 h 59 min 56 s |

## Palmarès en cyclo-cross
- 2022-2023
  - Cyclo-cross international de Dijon, Dijon
  - Cyclo-cross d'Orée d'Anjou, Orée d'Anjou